# کریل (دهانه)
کریل یک دهانه برخوردی در ماه‌ است.